# 新井縣
新井縣，唐代設置的縣，漢充國縣地。武德元年，分南部縣、晉安縣兩縣置，屬隆州（先天元年，改為閬州）。界內有鹽井。
宋代仍屬閬州。元代併入南部縣。在今南部縣大橋鎮。